# Kompetencja
Kompetencja – połączenie trzech atrybutów: wiedzy, umiejętności i postawy. Wyróżniają one daną osobę łatwością sprawnej, skutecznej, odpowiadającej oczekiwaniom jakościowym, realizacji danych zadań. Działania osoby kompetentnej, w danej dziedzinie, winny spełniać obowiązujące w danej społeczności/organizacji kryteria.
W kontekście organizacyjnym kompetencje pracownika oceniane są często w ramach systemów takich jak system okresowych ocen pracowniczych (SOOP) oraz zarządzane poprzez narzędzia takie jak Matryca Kompetencji.

## Wiedza
W kontekście kompetencji oznacza zasób informacji, teorii, zasad i faktów, które osoba nabywa w drodze edukacji, szkoleń oraz doświadczenia zawodowego. Wiedza może być zarówno ogólna, jak i specjalistyczna, związana z konkretnym obszarem działalności lub stanowiskiem pracy. W organizacjach wiedza stanowi podstawę do podejmowania decyzji, rozwiązywania problemów oraz kreowania innowacji. Posiadanie odpowiedniej wiedzy jest czynnikiem, który umożliwia pracownikowi zrozumienie i realizację złożonych zadań.

## Umiejętności
To zdolności praktycznego zastosowania posiadanej wiedzy w konkretnych sytuacjach zawodowych. Umiejętności obejmują zarówno techniczne, jak i miękkie zdolności, takie jak obsługa narzędzi, zarządzanie projektami, komunikacja interpersonalna czy przywództwo. W kontekście kompetencji umiejętności określają stopień, w jakim pracownik potrafi efektywnie i sprawnie wykonać zadania, wykorzystując swoje doświadczenie oraz nabytą wiedzę. Rozwój umiejętności jest często celem szkoleń i programów rozwojowych w organizacjach. Przykładem umiejętności twardych może być umiejętność spawalnicza, która obejmuje zdolność obsługi sprzętu spawalniczego i zastosowanie odpowiednich technik spawania w praktyce

## Postawa
To zestaw zachowań, przekonań, motywacji i wartości, które wpływają na sposób, w jaki pracownik podchodzi do swoich obowiązków oraz współpracuje z innymi. Postawa może obejmować takie cechy jak proaktywność, zaangażowanie, odpowiedzialność czy otwartość na zmiany. W organizacjach pozytywna postawa jest często kluczowym elementem, który determinuje efektywność pracy zespołowej oraz zdolność do adaptacji w zmieniającym się środowisku. Postawa jest również istotnym czynnikiem wpływającym na kulturę organizacyjną oraz klimat pracy.
Najczęściej kompetencja rozumiana jest w kontekście kompetencji miękkich, czyli postaw i zachowań pracowników.